# Capitulaire de Ver
 (mars 2024).
Le Capitulaire de Ver a été promulgué par Carloman II en 884. Il est souvent désigné comme le dernier capitulaire carolingien. Il traite de questions telles que les attaques des Vikings et la création des guildes, la relation entre les rois et les évêques, et le maintien de la paix.